# Erebti (woreda)
Erebti je jedna od 31 worede u regiji Afar u Etiopiji. Predstavlja dio Upravne zone 2. Područje worede uključuje područje Afarske depresije. Graniči na jugu s Upravnom zonom 4, na jugozapadu s Megaleom, na sjeverozapadu s Abalom, a na sjeveru i istoku s Afderom. Najveće naselje u woredi je Erebti.
Prema podacima objavljenim od Središnje statističke agencije u 2005. godini, ova woreda je imala procijenjenih 47.875 stanovnika, od čega 21.593 muškarca i 26.282 žena. Ne postoje informacije o površini Erebti, pa se ne može izračunati gustoća stanovništva.